# Prêmio Contigo! de TV de 2003
Prêmio Contigo! de TV de 2003

19 de maio de 2003
Novela:
Esperança
Atriz:
Priscila Fantin
Ator:
Raul Cortez
Autor(a):
Benedito Ruy Barbosa
Direção:
Marcos Paulo
Prêmio Contigo! de TV 

← 2002  ·  2004 →
O 5º Prêmio Contigo! de TV foi realizado dia 19 de maio de 2003 no Hotel Copacabana Palace, no Rio de Janeiro, premiando os melhores do ano de 2002.
Susana Vieira e Marcelo Antony foram os apresentadores da cerimônia em que atores, autores, diretores e outros profissionais da televisão celebraram os quarenta anos da telenovela no Brasil.
A festa reuniu cerca de 500 convidados, entre eles Julia Lemmertz, Alexandre Borges, Stephany Brito, Milton Gonçalves, Cláudia Jimenez, Stênio Garcia, Camila Pitanga, Rafael Calomeni, Derci Gonçalves, Luiza Brunet, Yasmin Brunet, Glória Maria, Maurício Mattar, Arlete Salles, Helena Ranaldi, Murilo Rosa, Juliana Paes, Max Fercondini, entre outros.
O grande homenageado da noite foi Carlos Zara. Eva Wilma emocionou-se com a homenagem póstuma ao marido, que morreu de câncer no esôfago no ano anterior.

## Vencedores e indicados
| Melhor Novela | Melhor Autor |
| --- | --- |
| - Esperança - (Rede Globo) - Coração de Estudante - (Rede Globo) - O Beijo do Vampiro - (Rede Globo)                                       | - Benedito Ruy Barbosa - (Esperança) - Antonio Calmon - (O Beijo do Vampiro) - Emanuel Jacobina - (Coração de Estudante)                                               |
| Melhor Atriz | Melhor Ator |
| - Priscila Fantin - (Esperança) - Adriana Esteves - (Coração de Estudante) - Ana Paula Arósio - (Esperança)                                | - Raul Cortez - (Esperança) - Fábio Assunção - (Coração de Estudante) - José Wilker - (Desejos de Mulher)                                                              |
| Melhor Vilã | Melhor Vilão |
| - Alessandra Negrini - (Desejos de Mulher) - Arlete Salles - (Sabor da Paixão) - Julia Lemmertz - (O Beijo do Vampiro)                     | - Paulo Goulart - (Esperança) - José de Abreu - (Desejos de Mulher) - Tarcísio Meira - (O Beijo do Vampiro)                                                            |
| Melhor Atriz Coadjuvante | Melhor Ator Coadjuvante |
| - Maria Fernanda Cândido - (Esperança) - Ângela Vieira - (Coração de Estudante) - Vanessa Lóes - (Sabor da Paixão)                         | - Vladimir Brichta - (Coração de Estudante) - Emílio Orciollo Neto - (Esperança) - Nuno Lopes - (Esperança)                                                            |
| Melhor Atriz Revelação | Melhor Ator Revelação |
| - Giselle Itié - (Esperança) - Liliana Castro - (Sabor da Paixão) - Maytê Piragibe - (O Beijo do Vampiro)                                  | - Kayky Brito - (O Beijo do Vampiro) - Daniel Del Sarto - (Desejos de Mulher) - Ranieri Gonzalez - (Esperança)                                                         |
| Melhor Atriz Infantil | Melhor Ator Infantil |
| - Cecília Dassi - (O Beijo do Vampiro) - Marcela Barrozo - (Sabor da Paixão) - Raíssa Medeiros - (Marisol)                                 | - Pedro Malta - (Coração de Estudante) - Bernardo Castro Alves - (O Beijo do Vampiro) - Thiago Afonso - (Esperança)                                                    |
| Melhor Diretor | Melhor Par Romântico |
| - Marcos Paulo - (O Beijo do Vampiro) - Luiz Fernando Carvalho - (Esperança) - Ricardo Waddington e Rogério Gomes - (Coração de Estudante) | - Priscila Fantin & Reynaldo Gianecchini - (Esperança) - Helena Ranaldi e Fábio Assunção - (Coração de Estudante) - Regina Duarte e Herson Capri - (Desejos de Mulher) |
| Melhor Programa Humorístico | Melhor Programa Infanto-Juvenil |
| - Os Normais - (Rede Globo) - A Grande Família - (Rede Globo) - Casseta & Planeta, Urgente! - (Rede Globo)                                 | - Sandy & Junior - (Rede Globo) - Xuxa no Mundo da Imaginação - (Rede Globo) - Gente Inocente - (Rede Globo)                                                           |
| Melhor Atriz Cômica | Melhor Ator Cômico |
| - Denise Fraga - (Retrato Falado) - Fernanda Torres - (Os Normais) - Heloísa Perissé - (Zorra Total)                                       | - Vladimir Brichta - (Coração de Estudante) - Cláudio Manoel - (Casseta & Planeta, Urgente!) - Luiz Fernando Guimarães - (Os Normais)                                  |
| Melhor Cenário de Novela | Melhor Música de Abertura de Novela |
| - Esperança - (Rede Globo) - Coração de Estudante - (Rede Globo) - O Beijo do Vampiro - (Rede Globo)                                       | - "Speranza", Laura Pausini - (Esperança) - "Blue Moon", The Marcels - (O Beijo do Vampiro) - "Vamos Amar", Elza Soares e Chico Buarque - (Desejos de Mulher)          |
| Melhor Maquiagem | Melhor Figurino |
| - O Beijo do Vampiro - (Rede Globo) - Esperança - (Rede Globo) - Desejos de Mulher - (Rede Globo)                                          | - Esperança - (Rede Globo) - O Beijo do Vampiro - (Rede Globo) - Desejos de Mulher - (Rede Globo)                                                                      |